# ブラント60mmLRガンモーター
ブラント60mmLRガンモーター（Brandt 60 mm LR Gun-mortar）はフランスで開発された後装式の迫撃砲システムである。

## 概要
砲のような水平弾道発砲ができる滑腔砲身の迫撃砲で、通常の歩兵部隊用の60mm迫撃砲のように曲射弾道で発射することも、カノン砲のように水平弾道で発射することもでき、成形炸薬弾を使用して対装甲目標を攻撃することができる。近年ではこのような、野砲と迫撃砲の能力を統合した新しい迫撃砲をガンモーター(Gun-mortar)と呼んでいる。
なお、装甲兵員輸送車または歩兵戦闘車のような軽装甲車に搭載して使用する迫撃砲であり、旧ソ連の2B9自動迫撃砲のように単体で使用することはできない。

## 諸元・性能
- 口径：60mm (2.36in)
- 砲身長：1800 mm (70in)
- 重量：75 kg (165.3 lb)
- 仰角：-11～+75度
- 左右角度：砲塔の装備形式による
- 砲弾重量：2.20 kg (4.85 lb)
- 最大発射速度：10発/分
- 最大射程：約4,000m (4,375 yards)
- 初速：250 m/s (820 ft/s)